# Officiële talen van Zuid-Afrika
Er worden veel verschillende talen in Zuid-Afrika gesproken. Hiervan zijn er 12 officieel, waarmee Zuid-Afrika, op India na, de meeste officiële talen heeft.
Tot de officiële talen behoort sinds 2023 ook de Zuid-Afrikaanse gebarentaal.
Twee talen (Afrikaans en Engels) zijn van Germaanse oorsprong, de andere zijn Bantoe-talen.

## Officiële talen
- Engels (sinds 1910)
- Afrikaans (sinds 1925 als 'synoniem van het Nederlands' – sinds 1961 als officiële taal)
- Zuid-Ndebele (sinds 1994)
- Noord-Sotho (sinds 1994)
- Zuid-Sotho (sinds 1994)
- Swazi (sinds 1994)
- Tsonga (sinds 1994)
- Tswana (sinds 1994)
- Venda (sinds 1994)
- Xhosa (sinds 1994)
- Zoeloe (sinds 1994)
- Zuid-Afrikaanse gebarentaal (sinds 2023)

In de Grondwet van Zuid-Afrika staat dat er ook bevordering wordt gemaakt voor Khoi, San, Nama en Gebarentaal. Andere gebruikte talen zijn vooral Fanagalo, Lobedu, Noord-Ndebele en Phuthi. Verder zijn Portugees, Duits en Frans de meest gebruikte immigrantentalen.
- Nederlands (van 1910 tot 1983)

Tot 1961 als officiële taal en tussen 1961 en 1983 als 'synoniem van het Afrikaans'.
Het Nederlands is de enige taal in Zuid-Afrika die zijn officiële status heeft verloren. Dit gebeurde in 1983, omdat Afrikaans de rol van het Nederlands grotendeels had overgenomen. Zie Erkenning van Nederlands in Zuid-Afrika voor het hoofdartikel van dit onderwerp.

## Verspreiding

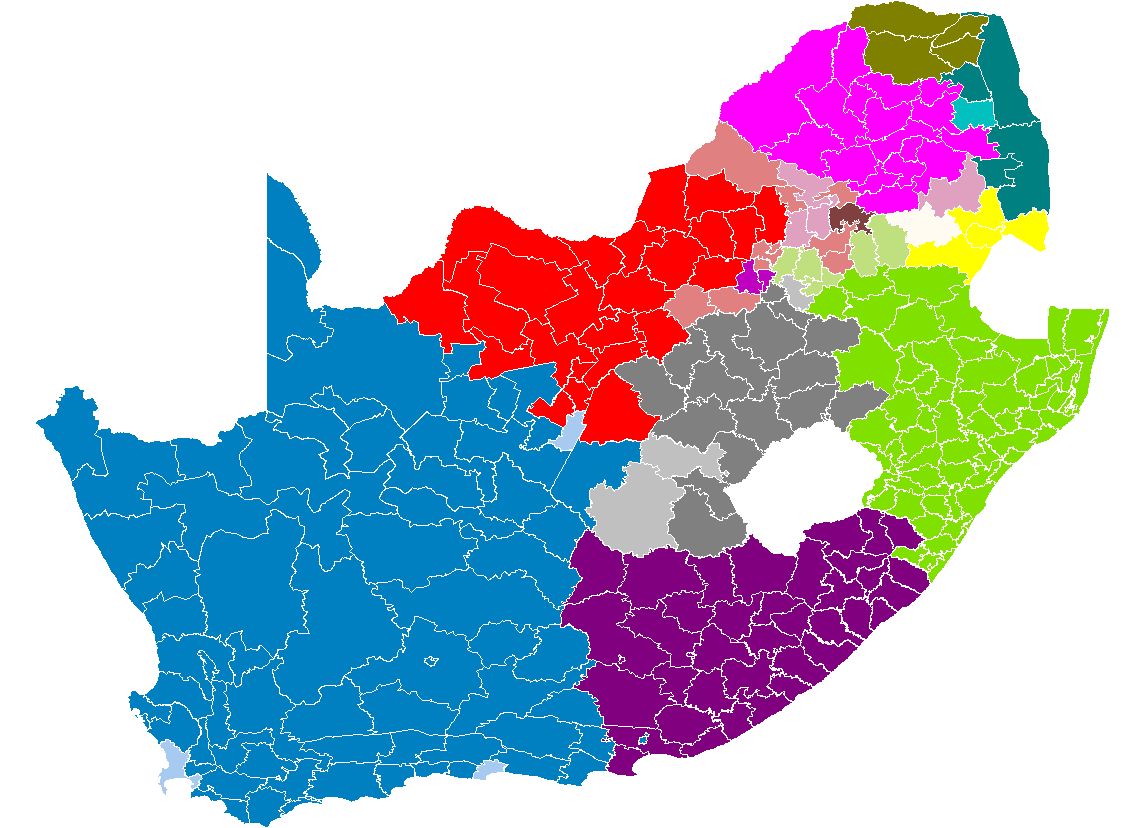
Een kaart die de Zuid-Afrikaanse gemeenten aanduidt volgens meerderheidstalen. Lichtere plekken hebben geen meerderheidstaal, zoals Kaapstad.
Afrikaans
Noord-Sotho
Zuid-Sotho
Swazi
Tsonga
Tswana
Venda
Xhosa
Zoeloe

- Afrikaans: als omgangstaal algemeen gebruikt in heel Zuid-Afrika. Als moedertaal dominant in de provincies Noord-Kaap, West-Kaap, het westelijk deel van Oost-Kaap en de Vrijstaat en in Gauteng. Verder wordt het verspreid in steden en op het platteland in de oostelijke helft van het land gesproken door de Boeren.
- Engels: als omgangstaal algemeen gebruikt, daarin gesteund door de regering. Als moedertaal veel gesproken in Kaapstad, Johannesburg en de steden in KwaZoeloe-Natal.
- Zoeloe: vooral in KwaZoeloe-Natal en het zuidelijk deel van Mpumalanga en Gauteng.
- Xhosa: vooral in Oost-Kaap en in de stedelijke gebieden in Westkaap.
- Zuid-Sotho: vooral in de Vrijstaat, Gauteng en in het buurland Lesotho.
- Tswana: vooral in de provincie Noordwest en in het naburige Botswana.
- Noord-Sotho: vooral in Limpopo en Gauteng.
- Swazi: hoofdzakelijk in Mpumalanga en het naburige Swaziland.
- Tsonga: hoofdzakelijk in Limpopo.
- Venda: hoofdzakelijk in het voormalige thuisland Venda in het noorden van Limpopo.

Afrikaans · Engels · Noord-Sotho · Swazi · Tsonga · Tswana · Venda · Xhosa · Zoeloe · Zuid-Ndebele · Zuid-Sotho 
 Nederlands (tot 1984)
Afrika · België · China · Comoren · Duitsland · Europa · Frankrijk · India · Indonesië · Israël · Luxemburg · Madagaskar · Mayotte · Namibië · Nederland · Réunion · Rusland · Spanje · Suriname · Taiwan · Verenigde Staten · Zuid-Afrika · Zwitserland